# Inge Paulsen
Inge Paulsen (Stavanger, 23 de agosto de 1924 - ibídem, 4 de septiembre de 2013) fue un futbolista noruego que jugaba en la demarcación de delantero.

## Biografía
Inge Paulsen debutó como futbolista profesional en 1945 a los 21 años de edad con el Viking Stavanger FK. Tras jugar durante cuatro temporadas en el club y llegando a quedar finalista en la Copa de Noruega en 1947, fichó por el FK Vidar durante un año. Posteriormente jugó para el FC Sochaux-Montbéliard y el FC Rouen, equipo en el que se retiró momentáneamente como futbolista, para entrenar tres años más tarde al Bryne FK noruego. Dos años después de su andadura como entrenador, fichó por el Stavanger IF de nuevo como futbolista para retirarse definitivamente en 1965.
Inge Paulsen falleció el 4 de septiembre de 2013 a los 89 años de edad.

## Selección
Inge Paulsen fue convocado por la selección de fútbol de Noruega en una ocasión, el 19 de septiembre de 1948 para jugar un partido contra Suecia, partido que acabó 3-5 con derrota para Noruega.

## Clubes

### Como futbolista
| Club                   | País    | Año         |
| ---------------------- | ------- | ----------- |
| Viking Stavanger FK    | Noruega | 1945 - 1949 |
| FK Vidar               | Noruega | 1949-1950   |
| FC Sochaux-Montbéliard | Francia | 1950        |
| FC Rouen               | Francia | 1950 - 1951 |
| Stavanger IF           | Noruega | 1956 - 1961 |

### Como entrenador
| Club     | País    | Año  |
| -------- | ------- | ---- |
| Bryne FK | Noruega | 1954 |